# Acacia scleroclada
Acacia scleroclada é uma espécie de leguminosa do gênero Acacia, pertencente à família Fabaceae.